# Lena Kjellén
Lena Kjellén, född 1954, är en svensk medicinsk kemist.
Kjellén disputerade 1981 i medicinsk kemi vid Uppsala universitet. Sedan 2001 är hon professor i medicinsk glykobiologi i Uppsala.
Hennes forskningsområde är komplexa kolhydraters molekylärbiologi. Hon har framför allt forskat kring proteoglykaner och bland annat ägnat sig åt utvecklingsbiologiska frågeställningar.
Kjellén invaldes 2007 som ledamot av Kungliga Vetenskapsakademien.